# ۱۰۹۷ (میلادی)
۱۰۹۷ (میلادی) هزار و نود و هفتمین سال تقویم میلادی است.

## درگذشتگان
‎